# پوکارانرا
پوکارانرا (به اسپانیایی: Pucaranra) یک کوه در پرو است که در منطقه انکاش واقع شده‌است. پوکارانرا ۶٬۱۴۷ متر بالاتر از سطح دریا واقع شده‌است.